# 特拉華縣 (奧克拉荷馬州)
特拉華縣（英語：Delaware County）是美国奧克拉荷馬州東部的一個郡，東鄰密蘇里州和阿肯色州，面積2,052平方公里。根據2020年美國人口普查，本縣共有人口40,397人。本縣縣治為傑里（Jay）。

## 歷史
考古研究證明，至少有三個不同時期的史前人類曾居住在特拉華縣一帶。其中有23個古風時期、17個伍德兰期、以及63個東方時期的村落遺址。而從本縣開挖出的文物則能夠追溯到約1400年至2000年前。大部份村落遺址都是在大切諾基湖形成後才出現的。
在十九世紀初前，只有少量土著居住在本縣。但於十九世紀初，西进运动導致大量土著遷往西部。於1820年，一群特拉華人於特拉華鎮定居（今尤卡附近）。於1828年，來自西方的切羅基人由阿肯色領地到達本縣南方。於1832年，塞內卡由俄亥俄州遷至包含本縣在內的奧克拉荷馬州一部份。
本縣於1907年成立，縣名來自在本縣定居的德拉瓦人。在本縣成立前，這一帶的大部份都是切羅基民族的特拉華區。起初，格羅夫是本縣唯一一個已成立政府的鎮，所以本縣計劃將格羅夫作為其縣治。但是，大部份縣居民都表示想要一個位於縣中央的鎮作為縣治，所以縣政府決定以傑里作為縣治。

## 地理

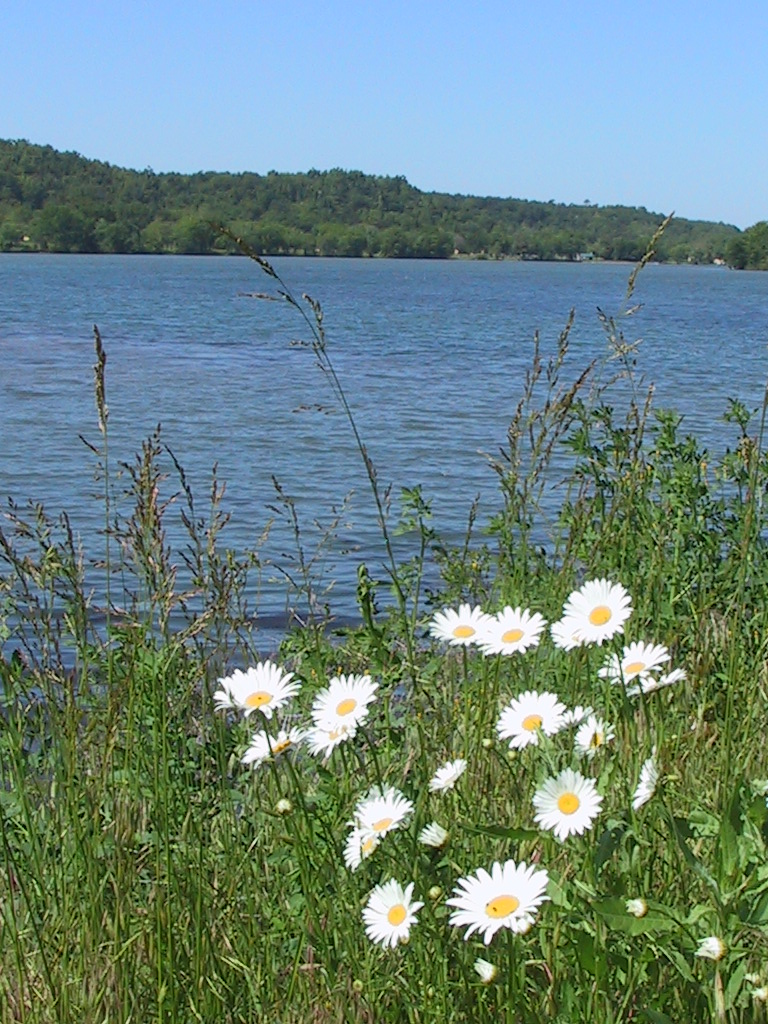
尤卡湖

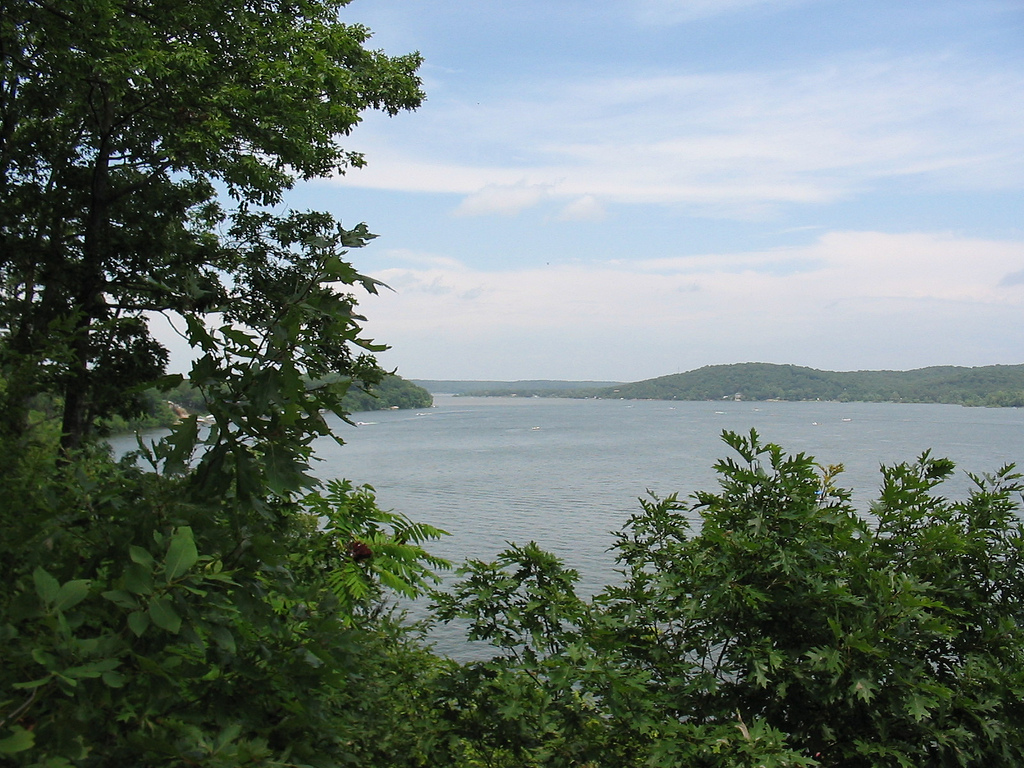
大切諾基湖

根據2000年人口普查，特拉華縣的總面積為792平方英里（2,050平方），其中有741平方英里（1,920平方），即93.48%為陸地；52平方英里（130平方），即6.52%為水域。本縣位於歐薩克高原西坡。本縣並沒有大量能夠促進經濟發展的石油、天然氣或礦物資源，但就擁有豐富的水資源。
大部份的人工水庫尤卡湖位於本縣內。該湖位於斯帕維諾溪上，於1952年竣工。而分別於1924年和1940年竣工的人工水庫斯帕維諾和大切諾基湖則有一部份位於本縣內。格蘭德河和埃爾克河位於本縣北部，而弗林特河和伊利諾伊河則位於本縣南部。

### 主要公路
- 59号美国国道
- 60号美国国道
- 412號美國國道（英语：U.S. Route 412）
- 10號奧克拉荷馬州州道（英语：Oklahoma State Highway 10）
- 20號奧克拉荷馬州州道（英语：Oklahoma State Highway 20）
- 25號奧克拉荷馬州州道（英语：Oklahoma State Highway 25）
- 28號奧克拉荷馬州州道（英语：Oklahoma State Highway 28）

### 毗鄰縣
- 奧克拉荷馬州 亞代爾縣：南方
- 奧克拉荷馬州 切羅基縣：南方
- 奧克拉荷馬州 梅斯縣：西方
- 奧克拉荷馬州 克雷格縣：西北方
- 奧克拉荷馬州 渥太華縣：北方
- 密蘇里州 麥克唐納縣：東北方
- 阿肯色州 本頓縣：東方

## 人口
| 调查年                                | 人口   | 备注 | %±     |
| ------------------------------------- | ------ | ---- | ------ |
| 1910                                  | 11,469 |      | —      |
| 1920                                  | 13,868 |      | 20.9%  |
| 1930                                  | 15,370 |      | 10.8%  |
| 1940                                  | 18,592 |      | 21.0%  |
| 1950                                  | 14,734 |      | −20.8% |
| 1960                                  | 13,198 |      | −10.4% |
| 1970                                  | 17,767 |      | 34.6%  |
| 1980                                  | 23,946 |      | 34.8%  |
| 1990                                  | 28,070 |      | 17.2%  |
| 2000                                  | 37,077 |      | 32.1%  |
| 2010                                  | 41,487 |      | 11.9%  |
| 2012年估计                            | 41,441 |      | −0.1%  |
| 美國十年一度的人口普查 2012年人口估計 |        |      |        |

特拉華縣的人口金字塔

根據2000年人口普查，特拉華縣擁有37,077居民、14,838住戶和10,772家庭。其人口密度為每平方英里50居民（每平方公里19居民）。本縣擁有22,290間房屋单位，其密度為每平方英里30間（每平方公里12間）。而人口是由70.22%白人、0.13%非裔、22.31%原住民、0.17%亞裔、0.04%太平洋岛民、0.59%其他種族和6.53%混血构成。而西裔或拉美裔佔了人口1.75%。93.8%人口的母語為英语、3.5%為切羅基語、以及2.3%為西班牙语。
在14,838住户中，有29%擁有一個或以上的兒童（18歲以下）、59.5%為夫妻、8.9%為單親家庭、27.4%為非家庭、24%為獨居、11.2%住戶有同居長者。平均每戶有2.46人，而平均每個家庭則有2.89人。在37,077居民中，有24.5%為18歲以下、6.9%為18至24歲、24.4%為25至44歲、26.7%為45至64歲以及17.5%為65歲以上。人口的年齡中位數為41歲，女子對男子的性別比為100：96.5。成年人的性別比則為100：93.8。
本縣的住戶收入中位數為$27,996，而家庭收入中位數則為$33,093。男性的收入中位數為$25,758，而女性的收入中位數則為$19,345，人均收入為$15,424。約14.1%家庭和18.3%人口在貧窮線以下，包括27.4%兒童（18歲以下）及11.6%長者（65歲以上）。